# Aulonocara ethelwynnae
Aulonocara ethelwynnae (tên tiếng Anh là Chitande Aulonocara) là một loài cá thuộc họ Cichlidae.
Nó là loài đặc hữu của Malawi. Môi trường sống tự nhiên của chúng là hồ nước ngọt.